# 寶珀耐力系列賽

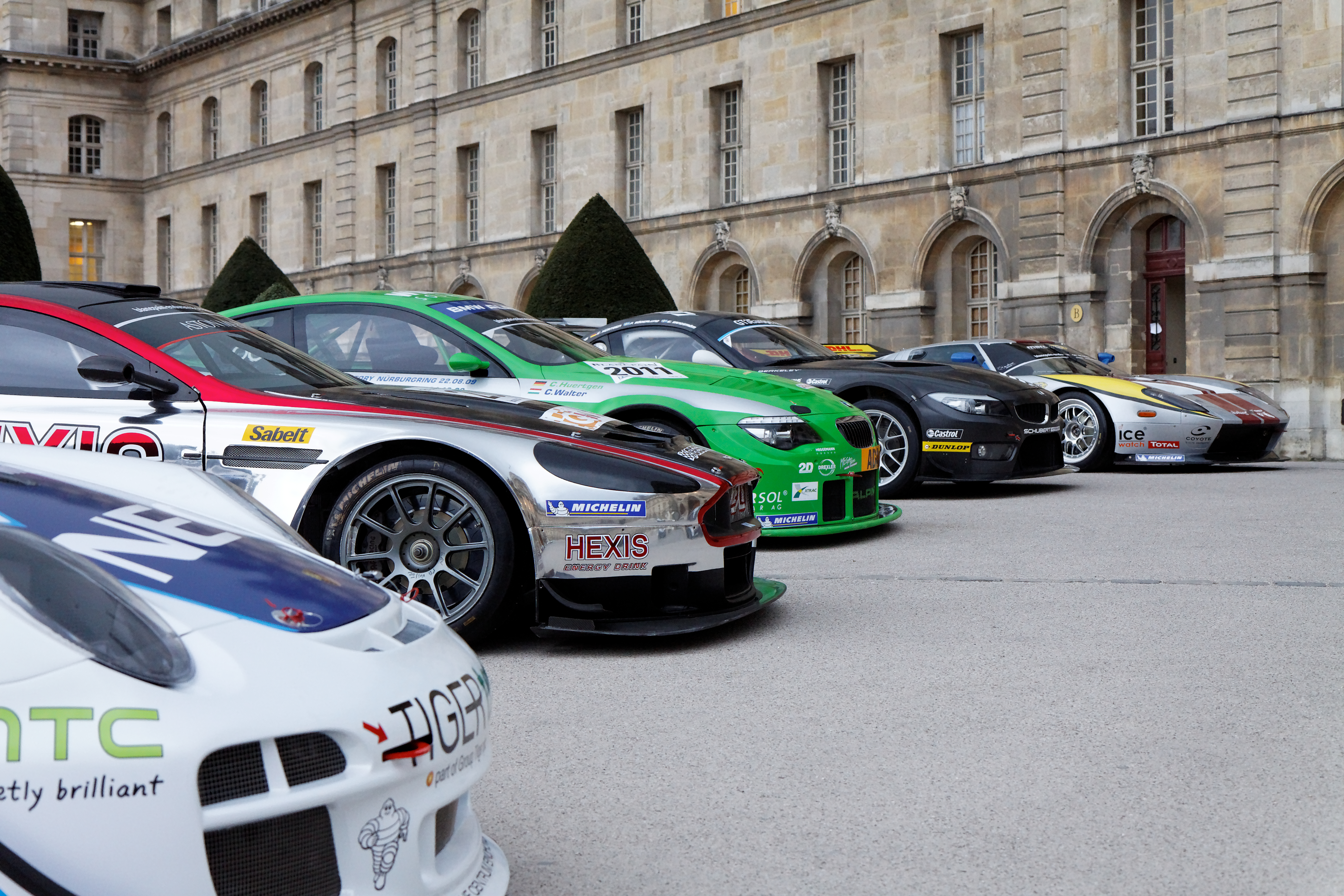
首屆2011年寶珀耐力系列賽賽季的頒獎

寶珀耐力系列賽（英語：Blancpain Endurance Series）是一項由SRO集團與比利時皇家汽車俱樂部發展，並經由國際汽車聯盟核准的跑車競賽系列賽。這項賽事使用修改自量產公路汽車，並遵循國際汽聯GT3賽規的性能房車。此系列賽的目標是成為一項GT3賽車的耐力賽錦標賽，類似使用GTE賽車與利曼原型的歐洲利曼系列賽。這項系列賽主要是由瑞士鐘錶製造商寶珀贊助，並以該公司的藍寶堅尼超級挑戰系列賽作為墊場賽事。

## 外部連結
- 官方网站
- 寶珀耐力系列賽的X（前Twitter）